# NGC 1426
NGC 1426 (również PGC 13638) – galaktyka eliptyczna (E4), znajdująca się w gwiazdozbiorze Erydanu. Została odkryta 9 grudnia 1784 roku przez Williama Herschela. Galaktyka ta należy do gromady w Erydanie.